# Subjektivitet
Subjektivitet är ett filosofiskt koncept eller en dramaturgisk teknik som betonar partiskhet eller ett specifikt perspektiv, i motsats till objektivitet. Det som är subjektivt tenderar att ha en personligt färgad och eventuellt osaklig bild av verkligheten, präglad av en viss persons syn på tingen.
Inom litteraturen används det subjektiva perspektivet bland annat i jagromanen, där författaren är berättarjag och historien präglas av berättarens förstapersonsperspektiv. Subjektiviteten kan leda till objektivt falska slutsatser och kontrasteras mot objektiviteten. Andra direkt subjektiva beskrivningar av verkligheten alternativt en berättelse används i datorspelsgenren förstapersonskjutare, via filmtekniken subjektiv kamera, den journalistiska genren gonzojournalistik och i den pornografiska filmstilen gonzopornografi. I alla dessa fyra fall presenteras verkligheten så att användaren / konsumenten genom det subjektiva perspektivet lättare ska kunna identifiera sig med historiens berättarjag.
Ordet subjektivitet finns i svensk skrift sedan 1818.